# Harvey Shoals
Die Harvey Shoals sind drei Untiefen vor der Fallières-Küste des Grahamlands auf der Antarktischen Halbinsel. Sie liegen in einer Tiefe von drei Faden (etwa 5,5 m) zwischen der Millerand-Insel und Northstar Island in der Marguerite Bay.
Die Kartierung erfolgte 1966 durch die hydrographische Vermessungseinheit des britischen Forschungsschiffs RRS John Biscoe. Namensgeber ist Petty Officer Brian Edward Harvey (1937–2016), der dabei sämtliche Tiefenlotungen durchführte.